# V Jirchářích (Brno)
V Jirchářích (též Jircháře nebo Louka, německy Lackerwiese) je bývalá předměstská čtvrť Brna, která byla do roku 1941 také samostatným katastrálním územím. Tvořilo ji okolí dnešních ulic Jircháře a Leitnerova. Oblast je dnes součástí Starého Brna a městské části Brno-střed.

## Historie
Bažinatým územím, kde později vzniklo předměstí V Jirchářích, protékal od středověku Svratecký náhon. Tato neobydlená oblast byla v 15. století známá jako Žabí louka a procházela jí ze severu k jihu cesta z Provaznického vršku k náhonu. První stavby se zde, v sousedství předměstí Pekařská a U Svaté Anny, objevily před polovinou 18. století. Teprve v 70. a zejména 80. letech 18. století zde díky mohutným, několikametrovým navážkám vznikla předměstská čtvrť, která byla pod jurisdikcí brněnského magistrátu (tzv. magistrátní předměstí). Jednalo se o dělnické předměstí, v blízkosti Svrateckého náhonu zde byly postaveny především pavlačové domy. Za vodotečí pak navazovalo rovněž nově založené předměstí Silniční.
Předměstí V Jirchářích bylo tvořeno zástavbou kolem nově vytvořené ulice (dnešní ulice Jircháře) a podél staré severojižní cesty (dnešní ulice Leitnerova mezi Hybešovou a Anenskou). Katastr zabíral rovněž dnešní park ulicemi Hybešova, Leitnerova a Vodní, v jejíž trase tekl Svratecký náhon. Předměstí se v roce 1850 stalo součástí Brna. Při katastrální reformě v roce 1941 se většina území stala součástí katastru Špilberku. Od konce 60. let je oblast součástí Starého Brna.
Za druhé světové války byl zatrubněn Svratecký náhon a po válce byla zbořena hustá zástavba mezi ulicemi Vodní a Jircháře. Na části tohoto území pak vznikl na přelomu 40. a 50. let 20. století bytový blok.